# Tikál

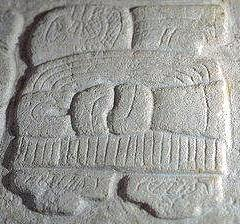
Glif z oryginalną nazwą „Tikál”

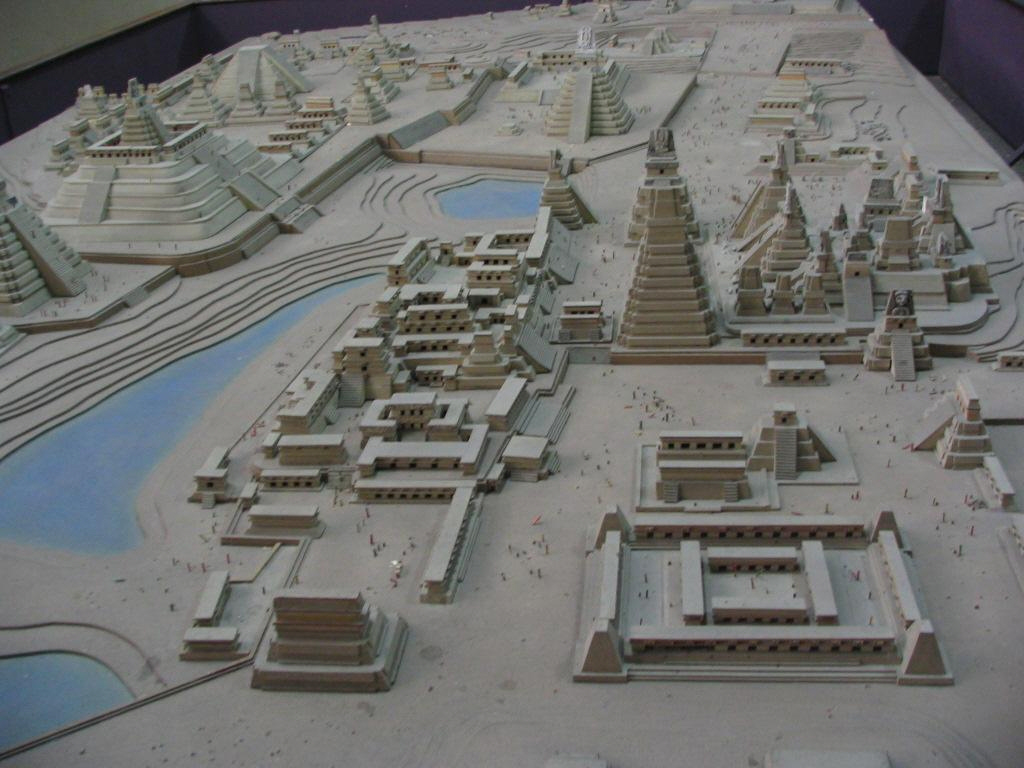
Tikál, makieta

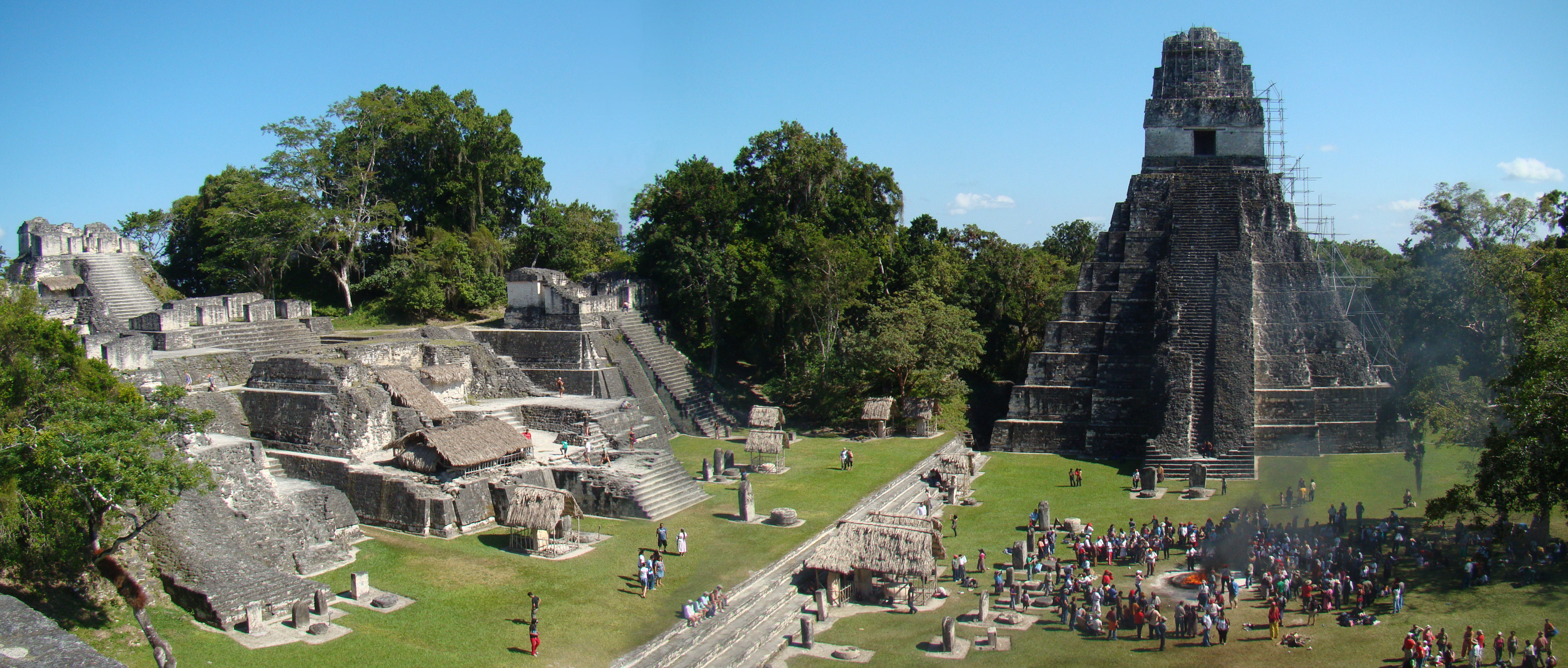
Wielki Plac i Świątynia I

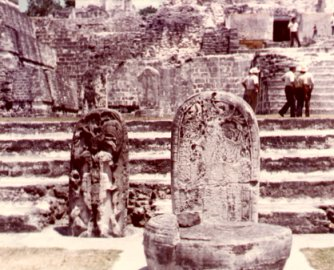
Stele na terenie Akropolu Północnego w Tikál

Tikál, Tical – ruiny miasta Majów położone na terenie Gwatemali w departamencie Petén, w gminie San Andrés, na północny wschód od jeziora Petén Itzá. 
W 1979 stanowisko archeologiczne w Tikál wraz z otaczającym je parkiem narodowym zostało wpisane na listę światowego dziedzictwa UNESCO.

## Położenie
Tikál leży w północnej Gwatemali, w departamencie Petén, w gminie San Andrés, 30 km na północ od jeziora Petén Itzá . Ok. 20 km na północ od Tikál leżało mniejsze miasto Uaxactún .

## Nazwa
Według amerykańskiego archeologa Williama R. Coe (1920–2009) „Tikál” to tradycyjna nazwa ruin miasta bez konkretnego znaczenia. Według niemieckiego odkrywcy Teoberto Malera (1842–1917) „Tikál” znaczy „miejsce, gdzie słychać głosy duchów”. W języku maya „ti” znaczy „miejsce” a „k'al” znaczy „duchy”.
Według jednych badaczy oryginalny glif oznaczający nazwę miasta przedstawia zawiązany tobołek – ciężar Bogów, symbol czasu i jest interpretowany jako symbol 20-letniego okresu Kʼatun – w Tikál wzniesiono wiele kompleksów bliźniaczych piramid w odstępach 20 lat, w tym by uczcić koniec Kʼatun. To w zestawieniu z „ti” i „k'al” zrodziło tłumaczenie „miejsce odliczania Kʼatun”. 
Według innego badacza Davida Stuarta, glif ukazuje upięte włosy – „mutul” (pol. „kwiat”).

## Historia
Ślady pierwszego osadnictwa w Tikál pochodzą z ok. 600 roku p.n.e. a pierwszych budowli z ok. 300 roku p.n.e.
Miasto zostało założone w początkowym okresie klasycznym, w III wieku i wykształciło się jako największy ośrodek Majów w okresie 300–900 n.e.
Pierwotne centrum kulturowe znajdowało się pod silnymi wpływami Teotihuacán (do ok. 400 roku). W tym okresie rozpoczęto wznoszenie w mieście pierwszych piramid w stylu talud-tablero. W 562 roku został pokonany i prawdopodobnie zabity władca Tikál. To wydarzenie rozpoczyna przerwę Tikál”, gdzie przez najbliższe 130 lat nie powstał ani jeden datowany monument. Okres największego rozkwitu przypada na VII–VIII wiek. W IX w. miasto zostało opuszczone. Ostatnia datowana stela pochodzi z 889 roku .  
W okresie największej świetności miasto miało ok. 60 tys. mieszkańców, a tereny rolnicze wokół ośrodka zamieszkiwało ok. 30 tys. osób. Władcy Tikál pochodzili z jednej dynastii – na przestrzeni wieków odnotowano ich 39. 

## Prace archeologiczne
Ukryte w dżungli ruiny zostały odkryte pod koniec XVII w. przez hiszpańskich misjonarzy. Pierwsza naukowa ekspedycja została zorganizowana przez rząd Gwatemali w 1848 roku pod kierownictwem Modesto Méndeza, komisarza Petén i przy udziale gubernatora Petén Ambrosio Tuta i artysty Eusebio Lary. Sprawozdanie w wyprawy ukazało się w Niemczech w 1853 roku. 
Badania archeologiczne były prowadzone już w XIX w. – w Tikál pracowali m.in. Gustav Bernoulli (1834–1878), Alfred Percival Maudslay (1850–1931), Teoberto Maler (1842–1917), Alfred Tozzer (1877–1954), Raymond Merwin (1881–1928) i Sylvanus Morley (1883–1948). Systematyczne wykopaliska prowadzono w latach 1952–1970 i w roku 1980. 
W latach 1956–1967 prace prowadzone przez muzeum uniwersyteckie Uniwersytetu Pensylwanii – „Projekt Tikál” – pozwoliły na zmapowanie terenu.

## Stanowisko archeologiczne w Tikál
Badania pozwoliły na odkrycie sześciu wysokich piramid schodkowych ze wzniesionymi na nich świątyniami i innych grup budowli połączonych ze sobą drogami procesyjnymi. Wśród nich odkryto liczne stele upamiętniające kolejnych władców Tikál. Powierzchnia centrum Tikál wynosi 16 km² z ok. 3000 obiektami, m.in. 3 akropolami, 5 traktami sacbé, 9 rezerwuarami, boiskiem, licznymi świątyniami, pałacami, rezydencjami i 200 pomnikami. Wokół miasta na obszarze ok. 60 km² odkryto pozostałości domów mieszkalnych i gospodarstw rolnych.
W centrum miasta, przy Wielkim Placu znajdują się ruiny dwóch świątyń zwanych świątynią I i świątynią II oraz zabudowania Akropolu Północnego i Akropolu Centralnego. 
Świątynia I o wysokości ok. 45 m  nazywana jest także Świątynią Wielkiego Jaguara, zlokalizowana została po wschodniej stronie, z którą sąsiaduje Plac Wschodni. Po stronie zachodniej znajduje się nieco niższa, o wysokości ok. 42 m świątynia II  – najbardziej całościowo odrestaurowany obiekt tego typu w Tikál. Czas ich powstania określany jest na ok. 700 rok. 
Akropol Północny skrywa pozostałości stu budowli wznoszonych jedna na drugiej. Ruiny oznaczone 5D–22 zdobią rzeźbione maski. 
Akropol Centralny to ruiny wielu budowli, przede wszystkim pałacowych, skupionych wokół niewielkich dziedzińców. Na Pałacu Malera (5D–65) odkryto malunki. Obiekt 5D–43 – platforma ze świątynią – w północno-wschodniej części akropolu to jedyna w pełni odrestaurowana tego budowla tego tyou w Tikál.
Na północny wschód od Akropolu Centralnego wznosi się kompleks F.
Między Akropolem Centralnym a świątynią I leży niewielkie, odrestaurowane boisko. Na południe od Akropolu Centralnego znajduje się świątynia V.
W pobliżu Akropolu Centralnego, na południowo-zachodnim krańcu znajdują się Plac Zaginionego Świata (Mundo Perdido) oraz Plac Siedmiu Świątyń. 
Na północ od Placu Zaginionego Świata leżą ruiny dwupiętrowego Pałacu Nietoperza, zwanego także Pałacem Okien, oraz świątyni III z ok. 810 roku. 
Na zachód od Pałacu Nietoperza znajduje się kompleks N, datowany na ok. 711 rok, gdzie znaleziono dobrze zachowaną stelę 16 i ołtarz 5.
Na zachód od centrum wznosi się ruina najwyższej, mierzącej 65 m (najwyższa w Nowym Świecie)), piramidy ze świątynią IV zwaną też Świątynią Dwugłowego Węża . Czas jej powstania określa się na ok. 741 rok. 
Na północy leży kompleks H z ruinami kilku świątyń oraz kompleks P z ok. 751 roku, gdzie znaleziono stelę 20 i ołtarz 8. Między kompleksem H a Wielkim Placem znajduje się kompleks O, zaś między kompleksem H a kompleksem F leżą kompleksy R (ok. 790 roku) i Q (ok. 771 roku) z piramidami bliźniaczymi. 
Na południowy wschód od Wielkiego Placu leży kompleks G z pozstałościami budowli z 29 komnatami.
Na południowy wschód od kompleksu G znajduje się świątynia VI (Tikál), nazywana Świątynią Inskrypcji z uwagi na umieszczenie w jej centralnej części dachu długiego napisu. Czas jej powstania określany jest na ok. 766 rok. 
Poszczególne grupy budowli połączone są ze sobą drogami procesyjnymi:
- Droga Maudsleya o długości ok. 800 m łączy świątynię V z kompleksem H
- Droga Malera łączy kompleks H ze świątynią I
- Droga Méndeza o długości ok. 1300 m łączy Plac Wschodni ze świątynią VI

Pod ruinami mogą znajdować się struktury starsze o 10 tys. lat.
W 1979 stanowisko archeologiczne w Tikál wraz z otaczającym je parkiem narodowym zostało wpisane na listę światowego dziedzictwa UNESCO .

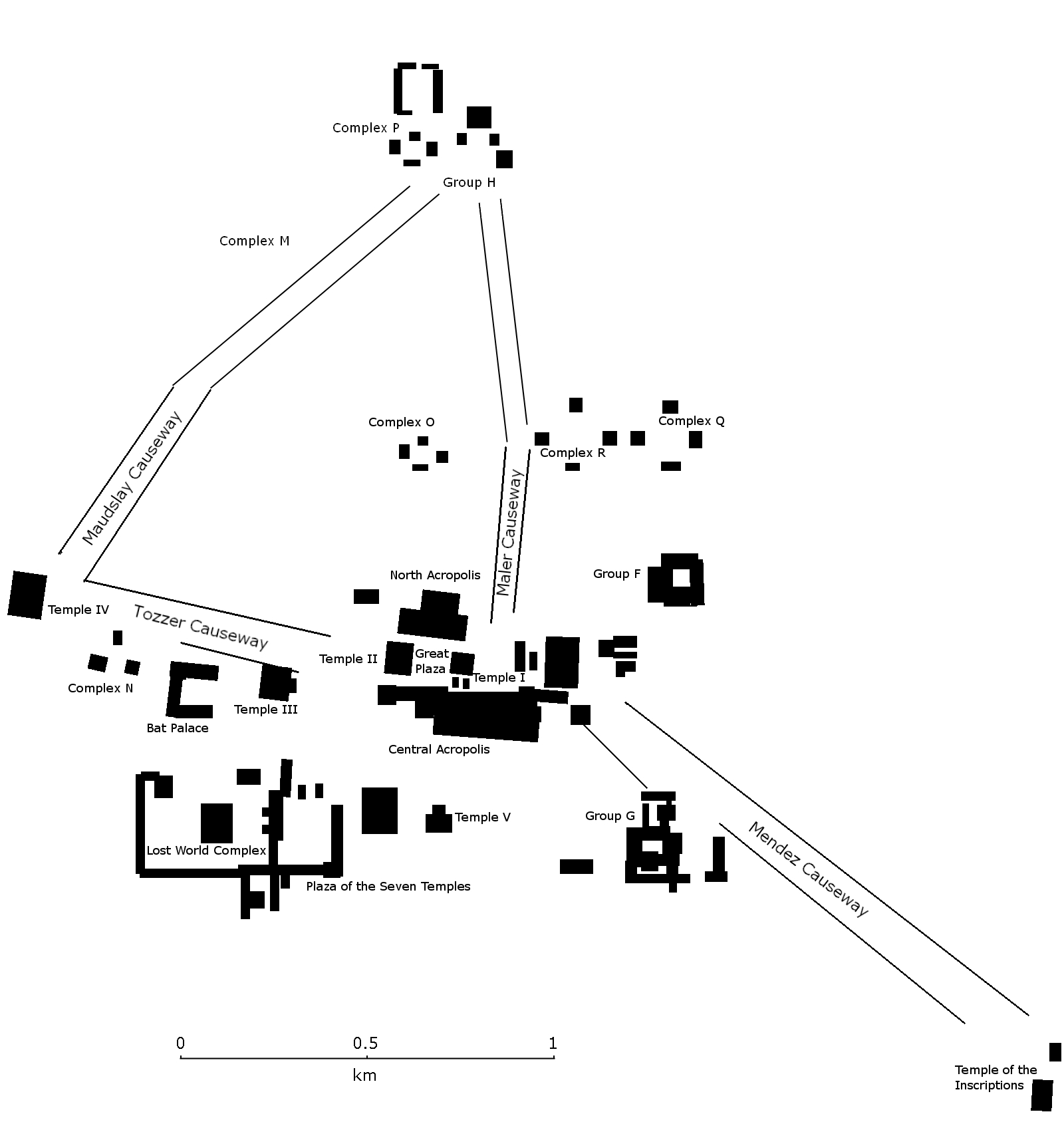
Tikál

| Lp. | Zdjęcie (stan współcześnie) | Nazwa                         | Rok budowy                  | Opis |
| --- | --------------------------- | ----------------------------- | --------------------------- | --- |
| 1.  |                             | Świątynia I                   | Ok. 700 rok                 | Piramida schodkowa o wys. 45 m , nazywana także Świątynią Wielkiego Jaguara z powodu nadproża, które przedstawia władcę siedzącego na tronie jaguara.                          |
| 2.  |                             | Świątynia II                  | Koniec okresu klasycznego   | Piramida schodkowa o wys. 42 m , wzniesiona przez króla Jasawa Chana Kʼawiila I na cześć żony Kalajuun Une' Mo'.                                                               |
| 3.  |                             | Świątynia III                 | Późny okres klasyczny IX w. | Piramida schodkowa o wys. 55 m , powiązana z królem Dark Sun i choć nie zostało to potwierdzone możliwe, że piramida skrywa jego grobowiec.                                    |
| 4.  |                             | Świątynia IV                  | Ok. 741 rok                 | Piramida schodkowa o wys. 65 m, wzniesiona przez króla Yikʼin Chan Kʼawiila. Choć nie jest to pewne, mogła również powstać już po śmierci władcy i służyć jako jego grobowiec. |
| 5.  |                             | Świątynia V                   | Ok. 700 rok                 | Piramida schodkowa o wys. 57 m , może się w niej znajdować grobowiec najstarszego syna króla Jasawa Chana Kʼawiila I.                                                          |
| 6.  |                             | Świątynia VI                  |                             | Piramida schodkowa, nazywana także Świątynią Inskrypcji z powodu odkrytych tu inskrypcji hieroglificznych.                                                                     |
| 7.  |                             | Mundo Perdido                 |                             | |
| 8.  |                             | Północny Akropol              |                             | |
| 9.  |                             | Centralny Akropol             |                             | |
| 10. |                             | Plac Siedmiu Świątyń          |                             | |
| 11. |                             | Kompleks bliźniaczych piramid |                             | |